# Jürgen Angelow
Jürgen Angelow (* 22. Juni 1961 in Rostock) ist ein deutscher Historiker.
Jürgen Angelow studierte nach dem Abitur am Helmholtz-Gymnasium Potsdam von 1983 bis 1989 an der Universität Leipzig (Diplomhistoriker) und von 1985 bis 1989 am Militärgeschichtlichen Institut der DDR (MGI) (Fachhistoriker für Militärgeschichte) in Potsdam. Von 1988 bis 1990 war er wissenschaftlicher Mitarbeiter am MGI und von 1990 bis 1992 am Militärgeschichtlichen Forschungsamt der Bundeswehr. Er wurde 1990, betreut durch Karl Schmiedel, zum Dr. phil. promoviert. Die Publikation Von Wien nach Königgrätz. Die Sicherheitspolitik des Deutschen Bundes im europäischen Gleichgewicht (1815–1866) beruht in abgewandelter Form auf seiner Dissertation.
Von 1994 bis 1996 war er wissenschaftlicher Mitarbeiter, eingebunden in ein DFG-Projekt, am Lehrstuhl Neuere Geschichte an der Universität Potsdam. Von 1997 bis 2005 war er Assistent bzw. Oberassistent am Lehrstuhl für Militärgeschichte (Bernhard R. Kroener). Im Jahr 1998 habilitierte er sich mit der durch Manfred Görtemaker und Bernhard R. Kroener begleiteten Arbeit Kalkül und Prestige. Der Zweibund am Vorabend des Ersten Weltkrieges und erwarb die Lehrberechtigung für Neuere Geschichte.
Seit 2003 ist Angelow außerplanmäßiger Professor für Neuere Geschichte an der Universität Potsdam und Lehrbeauftragter an der Freien Universität Berlin. 2011/12 vertrat er den Lehrstuhl von Rainer Hudemann an der Universität des Saarlandes in Saarbrücken. Seine Forschungsschwerpunkte sind u. a. Geschichte der Geschichtsschreibung, der Internationalen Beziehungen und der Militärgeschichte. Zu seinen akademischen Schülern gehört Klaus-Jürgen Bremm.
Gastdozenturen/-professuren führten ihn an die Nikolaus-Kopernikus-Universität Thorn in Polen (2001), die Nationale Iwan-Franko-Universität Lwiw in der Ukraine (2007/08) und die Universität Havanna in Kuba (2009–2018).
Angelow ist Mitglied der Preußischen Historischen Kommission, des Arbeitskreises Militärgeschichte, der Deutschen Kommission für Militärgeschichte, des Verbandes der Historiker und Historikerinnen Deutschlands und Vorstandsmitglied des Arbeitskreises zur Preußischen Geschichte.

## Schriften (Auswahl)
Monographien
- Von Wien nach Königgrätz. Die Sicherheitspolitik des Deutschen Bundes im europäischen Gleichgewicht (1815–1866) (= Beiträge zur Militärgeschichte. Band 52). Oldenbourg, München 1996, ISBN 3-486-56143-X.
- Bismarck und der Zweibund 1879–1890 (= Friedrichsruher Beiträge. Band 3). Otto-von-Bismarck-Stiftung, Friedrichsruh 1998, ISBN 3-933418-01-1.
- Kalkül und Prestige. Der Zweibund am Vorabend des Ersten Weltkrieges. Böhlau, Köln u. a. 2000, ISBN 3-412-03300-6.
- mit Hartmut Hilgenfeldt: Geschichte und Landschaft. Das märkische Rittergut Kemnitz (= Einzelveröffentlichung des Brandenburgischen Landeshauptarchivs. Band 1). Westkreuz Verlag, Bad Münsteifel, Bonn 2000, ISBN 3-929592-55-X.
- Der Deutsche Bund (= Geschichte kompakt. Neuzeit). Wissenschaftliche Buchgesellschaft, Darmstadt 2003, ISBN 3-534-15152-6.
- Der Weg in die Urkatastrophe. Der Zerfall des alten Europa 1900–1914 (= Deutsche Geschichte im 20. Jahrhundert. Band 2). be.bra, Berlin 2010, ISBN 978-3-89809-402-3.
- Entsorgt und ausgeblendet. Elitenwechsel und Meinungsführerschaft in Ostdeutschland. WeltTrends, Potsdam 2015, ISBN 3-945878-04-7.

Herausgeberschaften
- Der Erste Weltkrieg auf dem Balkan. Perspektiven der Forschung. be.bra wissenschaft verlag, Berlin 2011, ISBN 978-3-937233-68-0.
- Johannes Großmann: Wandel, Umbruch, Absturz. Perspektiven auf das Jahr 1914 (= Geschichte). Steiner, Stuttgart 2014, ISBN 978-3-515-10913-0.